# گمینا دانبرووا (استان اوپوله)
گمینا دانبرووا (استان اوپوله) (به لهستانی:  Gmina Dąbrowa) یک گمینا در لهستان است که در شهرستان اوپوله واقع شده‌است. گمینا دانبرووا ۱۳۰٫۸۴ کیلومتر مربع مساحت و ۹٬۵۷۱ نفر جمعیت دارد.